# Hemignathini
Gli Hemignathini sono una delle tre tribù in cui viene suddivisa la sottofamiglia dei Drepanidini (Drepanidinae). Endemici, come tutti i Drepanidini, delle Hawaii, gli Hemignathini sono il gruppo più numeroso della sottofamiglia. Comprendono i rampichini delle Hawaii, gli amakihi e gli estinti akialoa e nukupuu. La tribù è composta prevalentemente da specie insettivore munite di lunghi becchi, ma alcune specie si sono specializzate nell'estrarre il nettare dai fiori. Gli akialoa e i nukupuu, un tempo comuni su molte isole, si sono estinti tra il XIX secolo e la fine del XX.

## Specie
- Genere Hemignathus
  - Hemignathus ellisianus (Gray, 1859) - akialoa maggiore †
  - Hemignathus flavus (Bloxham, 1827) - amakihi di Oahu
  - Hemignathus kauaiensis (Wilson, 1890) - amakihi di Kauai
  - Hemignathus lucidus Lichtenstein, 1839 - nukupuu
  - Hemignathus munroi (Rothschild, 1893) - akiapolaau
  - Hemignathus obscurus (Gmelin, 1788) - akialoa minore †
  - Hemignathus parvus (Stejneger, 1887) - anianiau
  - Hemignathus sagittirostris Rothschild, 1892 - amakihi maggiore †
  - Hemignathus virens (Cabanis, 1851) - amakihi delle Hawaii
- Genere Loxops
  - Loxops caeruleirostris (Wilson, 1890) - akekee
  - Loxops coccineus (Gmelin, 1789) - akepa
- Genere Oreomystis
  - Oreomystis bairdi (Stejneger, 1887) - akikiki
  - Oreomystis mana (Wilson, 1891) - rampichino delle Hawaii
- Genere Paroreomyza
  - Paroreomyza flammea (Wilson, 1889) - kakawahie †
  - Paroreomyza maculata (Cabanis, 1850) - alauahio di Oahu
  - Paroreomyza montana (Wilson, 1890) - alauahio di Maui